# Sutinske Toplice
Sutinske Toplice je naselje u Republici Hrvatskoj, u sastavu Općine Mihovljan, Krapinsko-zagorska županija. 

## Stanovništvo
Prema popisu stanovništva iz 2001. godine, naselje je imalo 0 stanovnika te obiteljskih kućanstava.
| broj stanovnika |       | 12    |       | 7     | 4     |       | 30    |       | 4     | 1     |       | 2     |       |       |       |       |       |
|                 | 1857. | 1869. | 1880. | 1890. | 1900. | 1910. | 1921. | 1931. | 1948. | 1953. | 1961. | 1971. | 1981. | 1991. | 2001. | 2011. | 2021. |

## Poznate osobe
- Aleksandar Horvat, hrv. pravaški političar, saborski zastupnik 1906. – 1918.